# The Deep Blue Sea (film)
Pour les articles homonymes, voir Deep Blue Sea.
Pour plus de détails, voir Fiche technique et Distribution.
The Deep Blue Sea est un film britannique réalisé par Terence Davies, sorti en 2011.
Il s'agit de l'adaptation de la pièce du même nom écrite par Terence Rattigan.

## Synopsis
Londres, 1950. Hester Collyer est mariée depuis plusieurs années à Sir William Collyer, magistrat plus âgé qu'elle. Leur mariage n'est pas très heureux et semble manquer de passion et d'amour. Elle fait la rencontre de Freddie Page, ancien pilote de la RAF, dont elle tombe follement amoureuse et avec qui elle trompe son mari. Ce dernier, apprenant la liaison de sa femme, la chasse de chez eux et lui annonce qu'il refusera le divorce.
L'histoire, construite à l'aide de flashbacks, est centrée autour d'une journée de la vie d'Hester, la dernière de sa relation avec Freddie.

## Fiche technique
- Titre : The Deep Blue Sea
- Réalisation : Terence Davies

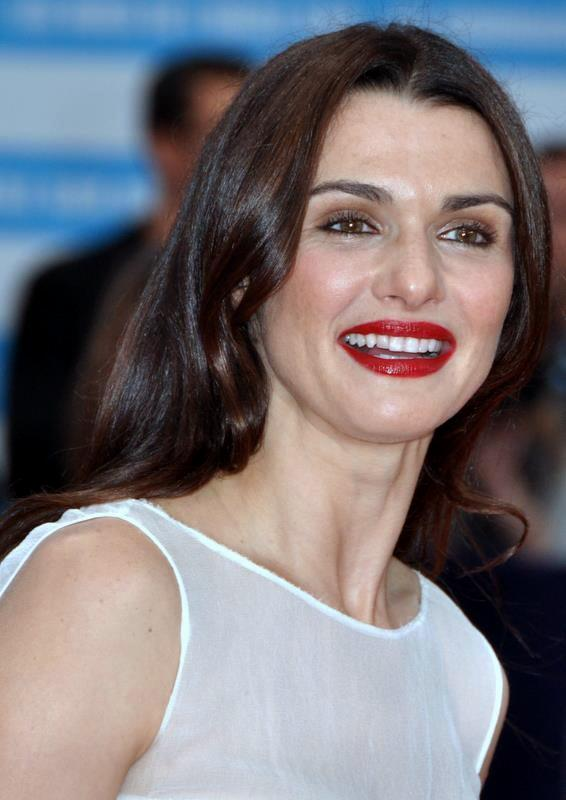
L'actrice principale Rachel Weisz, l'année de sortie du film.

- Scénario : Terence Davies, d'après la pièce de Terence Rattigan
- Photographie : Florian Hoffmeister
- Montage : David Charap
- Musique : Samuel Barber
- Production : Sean O'Connor et Kate Ogborn
- Sociétés de production : Film4, UK Film Council et Artificial Eye
- Pays d'origine : Royaume-Uni
- Format : Couleurs - 35 mm - 1,85:1 - Dolby Digital
- Langue : anglais
- Genre : drame, romance
- Durée : 98 minutes
- Date de sortie :
  -  Canada : 11 septembre 2011 (TIFF)
  -  Royaume-Uni : 27 octobre 2011
  -  États-Unis : 23 mars 2012
  -  France : 20 juin 2012

## Distribution

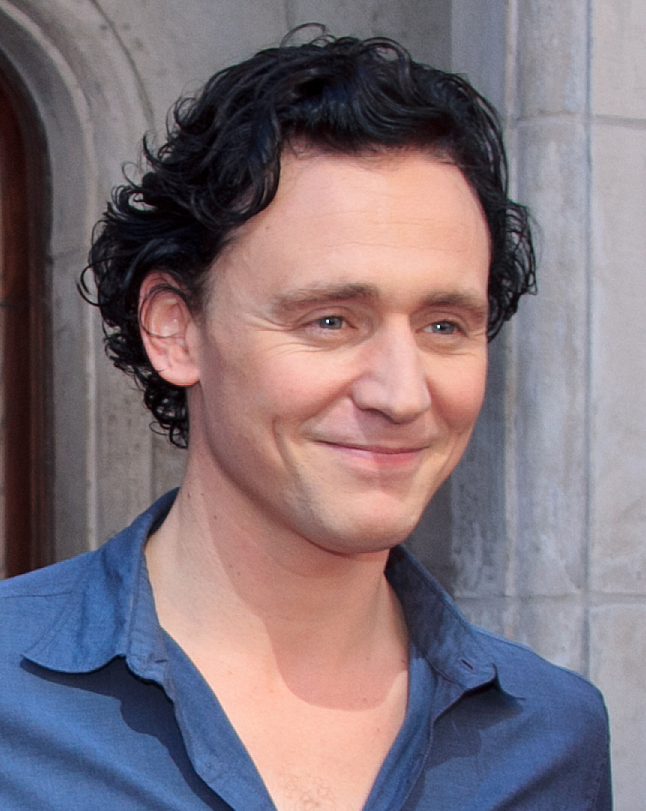
L'acteur Tom Hiddleston, pour la présentation du film au TIFF 2011.

- Rachel Weisz  (V. F. : Isabelle Gardien) : Hester Collyer
- Tom Hiddleston  (V. F. : Dimitri Rataud) : Freddie Page
- Simon Russell Beale  (V. F. : Philippe Faure) : Sir William Collyer
- Ann Mitchell : Mrs. Elton
- Jolyon Coy : Philip Welch
- Karl Johnson (en) : M. Miller
- Harry Hadden-Paton : Jackie Jackson
- Sarah Kants (VF : Ludmila Ruoso) : Liz Jackson
- Oliver Ford Davies : père d'Hester Collyer
- Barbara Jefford : mère de William Collyer

Source et légende : Version française (V. F.) sur le site d’AlterEgo (la société de doublage)

## Distinctions
- New York Film Critics Circle Awards 2012 : meilleure actrice pour Rachel Weisz
- Toronto Film Critics Association Awards 2012 : meilleure actrice pour Rachel Weisz
- Village Voice Film Poll 2013 : meilleure actrice pour Rachel Weisz